# Trnovec pri Slovenski Bistrici
Trnovec pri Slovenski Bistrici este o localitate din comuna Slovenska Bistrica, Slovenia, cu o populație de 91 de locuitori.